# Palazzo della Cassa di risparmio di Mirandola
Il palazzo della Cassa di risparmio di Mirandola è un edificio situato nel centro storico di Mirandola.
Realizzato in stile liberty nel 1911-1912 dall'ingegnere Alberto Vischi, nel luogo in cui sorgevano la chiesa e il convento degli Agostiniani, il palazzo fu sede della Cassa di risparmio di Mirandola, successivamente acquistata dalla Cassa di risparmio di Firenze, che a sua volta fu inglobata nel 2007 nella banca Intesa Sanpaolo.
L'edificio è stato gravemente danneggiato dal terremoto dell'Emilia del 2012. Nel maggio 2022, per il decennale del sisma del 2012, ha ospitato la mostra Memorie del sisma.

## Storia

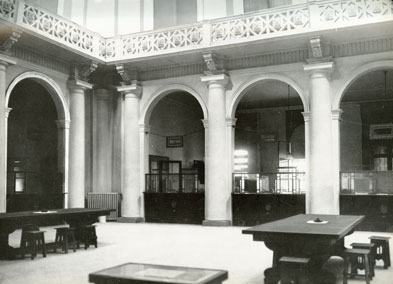
Il grande salone interno nel 1912

Il Monte di pietà di Mirandola venne fondato nel 1495 da Evangelista da Faenza, frate della chiesa di San Francesco, a seguito di una colletta di 1200 lire raccolte per combattere l'usura. Dopo il concilio di Trento, nel 1588 papa Sisto V emanò una bolla papale che confermava l'istituzione del Monte ecclesiastico, riconfermato dalle successive bolle del 1593 e 1597 di papa Clemente VIII. Nel 1556 venne fondato il Monte di pietà di Finale Emilia e nel 1585 quello di San Felice sul Panaro, in seguito trasformato in pio istituto del Ducato di Modena.
Dopo l'Unità d'Italia, il 27 settembre 1863 venne istituita con regio decreto la nuova Cassa di risparmio di Mirandola, aperta ufficialmente il 1º gennaio 1864 presso il palazzo Bergomi, a fianco del palazzo municipale.
Il progressivo espandersi degli affari portò al trasferimento della banca presso l'attuale palazzo, realizzato nel 1911-1912 in piazza Matteotti.
Negli anni 1920 venne aperta la filiale di San Felice sul Panaro (1925), oltre a cui si aggiunse l'acquisizione delle Casse di risparmio di Concordia e di Finale Emilia nel 1927.
Il 1º gennaio 1992 la Cassa di risparmio di Mirandola venne trasformata in società per azioni, che nel 2002 in seguito ad un'OPA fu acquisita dalla Cassa di risparmio di Firenze. Dal 1º luglio 2006 la Cassa di Risparmio di Miradola cessò la sua storia, a seguito della fusione per incorporazione nella Cassa di Risparmio di Firenze, la quale a sua volta entrò a far parte del gruppo Intesa Sanpaolo.